# 駿河屋 (地本問屋)
駿河屋（するがや、生没年不詳）とは江戸時代の地本問屋である。

## 来歴
江戸で延享から安永年間に地本問屋を営業している。西村重長、石川豊信、鳥居清満、鳥居清経の紅摺絵を出版している。

## 作品
- 西村重長 『虎の太鼓と少将の笙』 細判 紅摺絵 延享3年（1746年）の絵暦
- 石川豊信 『佐野川市松の八百やおしちと中村粂太郎の古性吉三郎』細判 紅摺絵 宝暦1年（1751年）
- 鳥居清満 『市村亀蔵の矢の根五郎』 細判 紅摺絵 宝暦9年（1759年）
- 鳥居清経 『瀬川富三郎のやうじやおしづ』 細判 紅摺絵 安永3年（1774年）